# Marianaily Silva
Marianaily Silva (* 18. Dezember 2002) ist eine kubanische Leichtathletin, die sich auf den Speerwurf spezialisiert hat.

## Sportliche Laufbahn
Erste internationale Erfahrungen sammelte Marianaily Silva im Jahr 2022, als sie bei den erstmals ausgetragenen U23-Karibikspielen in Guadeloupe mit einer Weite von 37,96 m die Silbermedaille hinter der Bahamaerin Rhema Otabor gewann. Im Jahr darauf belegte sie bei den Zentralamerika- und Karibikspielen in San Salvador mit 54,00 m den fünften Platz.
2023 wurde Silva kubanische Meisterin im Speerwurf.